# Olympia (Montréal)
Pour les articles homonymes, voir Olympia.
L'Olympia de Montréal, est une salle de spectacle située au 1004 rue Sainte-Catherine Est à Montréal. Construit en 1925, L’Olympia est l’un des joyaux les plus précieux du patrimoine culturel et architectural de Montréal. Ses années consacrées au théâtre cinématographique lui ont donné un cachet à caractère unique. La salle dispose d'une capacité allant jusqu'à 2 438 places. 
Ses murs résonnent encore des voix des plus grands noms de la scène québécoise et internationale : Adele, Ed Sheeran, Christophe Maé, Marie-Mai, Gilles Vigneault, Tori Amos, Daniel Bélanger, Claude Léveillée, Georges Brassens, Charlotte Gainsbourg, Loreena McKennitt, Motörhead, Jack White, Zucchero, The Kills, Rita Mitsouko, Marillion, Half Moon Run, Demi Lovato, Enrico Macias Bill Burr, Gad Elmaleh, Sugar Sammy, Louis-José Houde, Lise Dion, Jean-Michel Anctil, Okean Elzy et bien d'autres encore. 
La pièce Broue y a été présentée pendant plus de dix-sept ans.

## Historique
En 2006, Christophe Ferrer est nommé directeur général de la salle de spectacle ,. Christophe a lancé un programme de rénovation de l'édifice avec la création d'une salle de 500 places pour des conférences. La salle est jumelée avec l'Olympia parisien. Cette rénovation est l'occasion d'impliquer son père Casimir Ferrer qui réalise la peinture du niveau rideau de la salle principale de 12 × 8 m ainsi que six alcôves chacune haute de 4 m et de 2,5 m de large. Les alcôves de droite sont sur le thème de l'hiver tandis que celles de gauche sur l'été. L'année suivante en 2007, Casimir Ferrer est invité pour une exposition à Montréal dans le cadre du Festival international Montréal en arts, passe six mois dans la ville et présente 29 œuvres. C'est la première exposition montréalaise pour l'artiste considéré comme le père du Concrétisme et ses œuvres sont exposées à l'Olympia de Montréal.